# Dorcadion semivelutinum
Dorcadion semivelutinum är en skalbaggsart som beskrevs av Ernst Gustav Kraatz 1873. Dorcadion semivelutinum ingår i släktet Dorcadion och familjen långhorningar. Inga underarter finns listade i Catalogue of Life.